# Luvly 0 (automóvil)
El Luvly 0 es un vehículo eléctrico diseñado por una compañía sueca del mismo nombre en el año 2023, cuya mayor diferenciación es que se vende por piezas para ser montado por el usuario.

## Características
Se trata de un vehículo de propulsión 100% eléctrica de dos plazas, teniendo un diseño muy reducido de 2,7 metros de largo, 1,53 metros de ancho y 1,44 metros de alto, aunque ofrece un buen maletero de 267 litros de capacidad. Tiene un peso total de 380 kilos en vacío y es capaz de alcanzar los 90 km/h.
El pequeño automóvil eléctrico sueco está equipado con una batería de 6,4 kWh que se divide en dos módulos extraíbles, con un peso de 15 kg cada uno. Se ha declarado un consumo de tan solo 6,0 kWh por cada 100 km, lo que significa que su consumo porcentual es prácticamente un tercio que el de la mayoría de los vehículos eléctricos convencionales. Con una autonomía de aproximadamente 110 km, este microcoche demuestra una notable eficiencia energética.

### Valor añadido
La mayor característica de este vehículo es que se recibe desmontado en piezas, con un manual de instrucciones para que el consumidor lo monte en casa como si se tratara de un mueble.
Todavía, a fecha de finales del año 2023, no ha sido puesto en venta y se desconocen los datos de su montaje, por lo que está por comprobar la viabilidad de este modelo de venta en vehículos de 4 ruedas.

## Venta
Luvly aún no ha abierto sus distintos puntos de venta en Europa, ya que aún debe homologarse para su uso en carretera, pero ya es posible registrarse en la web de Luvly para encargar el coche con un coste de partida de alrededor de 10.000 euros.